# 白熾

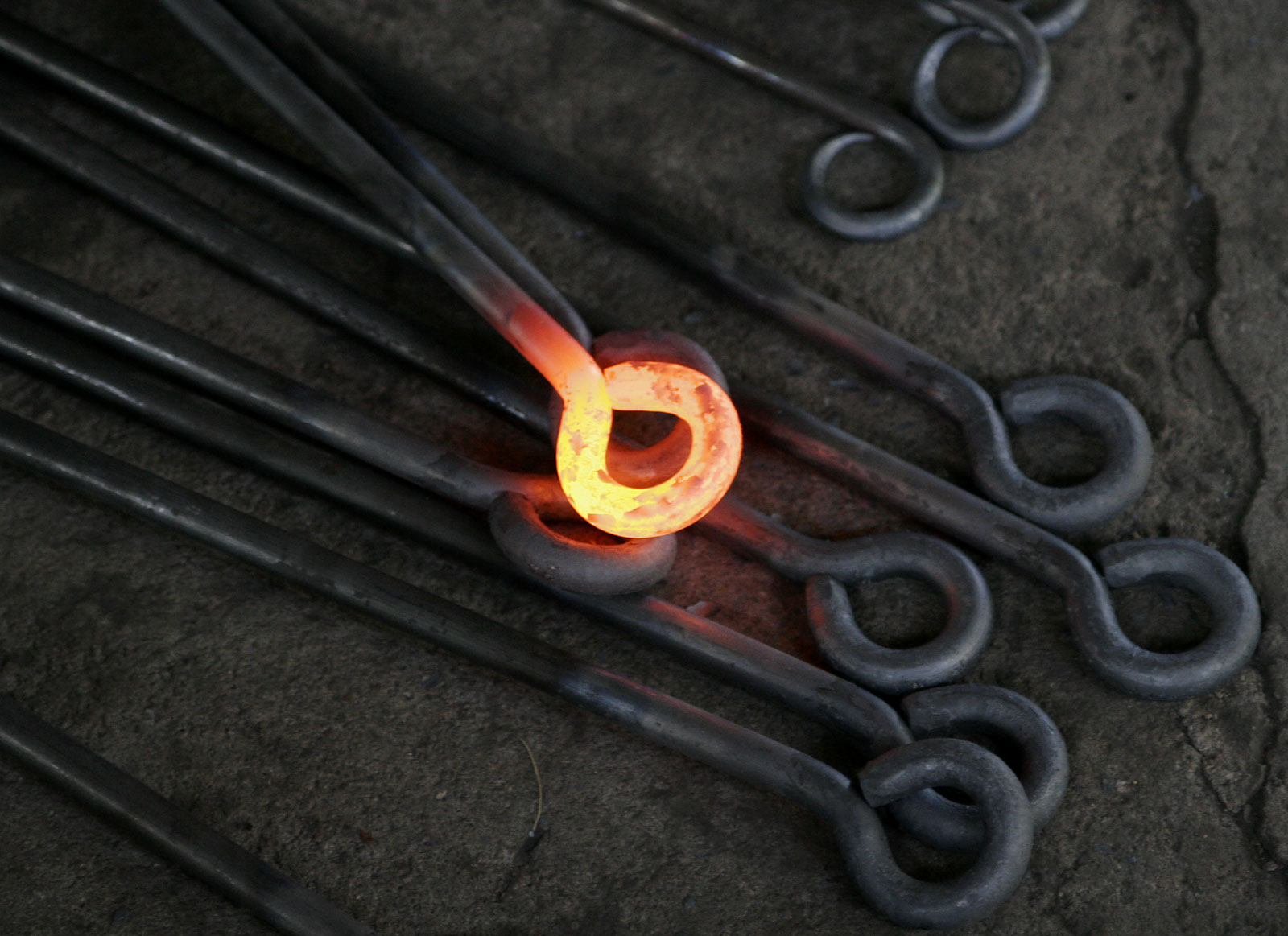
加熱金屬直到它出現可見光的過程

白熾（英語：Incandescence），又譯為白熱，是指對一個物體施加能量，使它溫度上升，直到產生可見光的現象。蠟燭燃燒時發出的火焰，即是碳分子產生的白熾狀態，電燈泡也是使用這個原理來發光。它的字根源自於拉丁文，意思是「白熱化」。
它是熱輻射的一個特殊狀況。理論上，一個完全黑暗的物體，經由施加能量，將會放射出電磁輻射，這被稱為黑體輻射，它的光譜可以由普朗克定理得知。一個黑體可能輻射出的總功率，可以由斯特藩－玻尔兹曼定律計算出來。由维恩位移定律則可以得知它所發射電磁輻射的波長。如果這個波長，落在可見光光譜的範圍內，就會出現白熾現象。

## 引用來源
1. ↑  Dionysius Lardner. . Longman, Rees, Orme, Brown, Green & Longman. 1833. The state in which a heated body, naturally incapable of emitting light, becomes luminous, is called a state of incandescence.
2. ↑  John E. Bowman.  Second American. Philadelphia: Blanchard and Lea. 1856.